# Gál Anna
Gál Anna (Budapest, 1991. május 2. –) labdarúgó, hátvéd, középpályás.

## Pályafutása

### Klubcsapatban
2005-ben a Nagymaros FC csapatában kezdte a labdarúgást. 2006 és 2010 között a Ferencváros játékosa volt, ahol tagja volt a 2008–09-es idényben bronzérmet szerzett csapatnak.

## Sikerei, díjai
- Magyar bajnokság
  - 3.: 2008–09